# Wereldbeker schaatsen 2021/2022 - Wereldbeker 2
De Wereldbeker schaatsen 2021/2022 Wereldbeker 2 was de eerste wedstrijd van het wereldbekerseizoen die van 19 tot en met 21 november 2021 plaatsvond in de Sørmarka Arena in Stavanger, Noorwegen.

## Tijdschema
| Datum                | Tijd (CET) | Onderdeel                                                                            |
| -------------------- | ---------- | ------------------------------------------------------------------------------------ |
| Vrijdag 19 november  | 17:00      | 1000 m vrouwen 1000 m mannen 5000 m vrouwen                                          |
| Zaterdag 20 november | 15:00      | 1e 500 m vrouwen 1e 500 m mannen 10.000m mannen teamsprint mannen teamsprint vrouwen |
| Zondag 21 november   | 15:00      | 2e 500 m mannen 2e 500 m vrouwen 1500 m vrouwen                                      |

## Podia

### Mannen
| Wedstrijd  | Goud                                        | Tijd     | Zilver                                                                     | Tijd     | Brons                                          | Tijd     |
| 1e 500 m   | Laurent Dubreuil Canada                     | 34,57    | Artjom Arefjev Rusland                                                     | 34,60    | Marek Kania Polen                              | 34,65    |
| 2e 500 m   | Tatsuya Shinhama Japan                      | 34,57    | Laurent Dubreuil Canada                                                    | 34,61    | Artjom Arefjev Rusland                         | 34,67    |
| 1000 m     | Thomas Krol Nederland                       | 1.08,66  | Kai Verbij Nederland                                                       | 1.08,68  | Kjeld Nuis Nederland                           | 1.08,74  |
| 1500 m     | Ning Zhongyan China                         | 1.45,16  | Joey Mantia Verenigde Staten                                               | 1.45,55  | Kim Min-seok Zuid-Korea                        | 1.45,63  |
| 10.000 m   | Nils van der Poel Zweden                    | 12.38,92 | Jorrit Bergsma Nederland                                                   | 12.56,08 | Ted-Jan Bloemen Canada                         | 13.00,23 |
| Teamsprint | China Wang Haotian Lian Ziwen Ning Zhongyan | 1.20,12  | Noorwegen Håvard Holmefjord Lorentzen Bjørn Magnussen Henrik Fagerli Rukke | 1.21,02  | Polen Marek Kania Piotr Michalski Damian Żurek | 1.21,25  |

### Vrouwen
| Wedstrijd  | Goud                                                 | Tijd    | Zilver                                             | Tijd    | Brons                                 | Tijd    |
| 1e 500 m   | Erin Jackson Verenigde Staten                        | 37,60   | Nao Kodaira Japan                                  | 37,70   | Kaja Ziomek Polen                     | 37,74   |
| 2e 500 m   | Nao Kodaira Japan                                    | 37,52   | Erin Jackson Verenigde Staten                      | 37,67   | Angelina Golikova Rusland             | 37,71   |
| 1000 m     | Brittany Bowe Verenigde Staten                       | 1.14,16 | Miho Takagi Japan                                  | 1.15,01 | Nao Kodaira Japan                     | 1.15,16 |
| 1500 m     | Miho Takagi Japan                                    | 1.55,67 | Ireen Wüst Nederland                               | 1.56,25 | Ayano Sato Japan                      | 1.56,51 |
| 5000 m     | Irene Schouten Nederland                             | 6.52,83 | Isabelle Weidemann Canada                          | 6.54,95 | Ragne Wiklund Noorwegen               | 6.56,46 |
| Teamsprint | Polen Natalia Czerwonka Andżelika Wójcik Kaja Ziomek | 1.28,36 | Canada Ivanie Blondin Maddison Pearman Alexa Scott | 1.28,54 | China Jin Jingzhu Li Qishi Zhang Lina | 1.28,57 |